# The Teeth
The Teeth (Los dientes), es una banda musical de Filipinas de género rock, formada en 1993 en Manila.

## Carrera
La banda se formó en 1993 por Glenn Jacinto como el vocalista principal, el guitarrista Jerome Velasco, Pedz Narvaja en el bajo y Mike Dizon en la batería. La banda alcanzó el éxito después de lanzar su primer sencillo titulado Laklak, basada sobre una historia real de unos jóvenes airados por las bebidas. El sencillo encabezó las listas en las estaciones de radio de Los Angeles-105 durante doce semanas. En 1995, la banda firmó un contrato con Warner Music Filipinas y lanzó su primer álbum homónimo bajo el mismo nombre de la bada, pues gracias a este álbum ellos ganaron el doble platino. Su primer sencillo fue regrabado y Laklak alcanzó el éxito, generando controversias por el mensaje de la letra, sin embargo, fueron nominados como la mejor "Canción del Año" en los premios NU107 Rock Awards. En 1996, la banda lanzó su segundo sencillo titulado, Princesa, donde grabaron además un video musical. El videoclip de esta canción fue visto varias veces en MTV Asia. Sin embargo, en 1996, el vocalista Glenn Jacinto fue hospitalizado debido a una enfermedad pulmonar, que fue imposible para promover el álbum y hrealizar giras de conciertos por un año. Los demás integrantes intentaron encontrar otros cantantes para reemplazar a Jacinto, pero la química de la banda se encontraba en decadencia. Sin embargo, en 1997, Glenn Jacinto se recuperó y retornó a la banda, en ese mismo año, lanzaron su segundo álbum titulado, Time Machine. El álbum vendió lo suficiente como para conseguir un disco platino ese mismo tiempo la escena del rock alternativo en Manila, que empezaba a disolverse. Cuando Pedz Narvaja dejó la banda y se trasladó a los Estados Unidos, fue sustituido por Andrew Sergio. En 1999, la banda grabó y editó su tercer álbum titulado "I Was A Teenage Tree", que fue galardonado como la "Canción del Año" en los Premios de NU107 Rock en el 2000. En 2003, la banda lanzó su próximo álbum titulado "Dogs Can Fly" (Teeth's Finest), que se puso en marcha en su carrera musical.

## Integrantes
- Jerome Velasco - Guitarra (1993-presente)
- Andrew Sergio - Bajo (1993-presente), Voz (2006-presente)
- Mike Dizon - Batería (1993-presente)

## Exintegrantes
- Glenn Jacinto - Voz (1993-2003)
- Pedz Narvaja - Bajo (1993-1999)

## Discografía
- The Teeth (1995, Warner Music Philippines)
- Time Machine (1997, Warner Music Philippines)
- I Was A Teenage Tree (1999, Warner Music Philippines)
- Dogs Can Fly (Teeth's Finest) (2003, Warner Music Philippines)